# سد گاردینر
سد گاردینر سدی خاکی است که در استان ساسکاچوان کانادا قرار دارد. این سد سومین سد خاکی بزرگ کانادا و یکی از بزرگترین سدهای خاکی جهان است. کار ساخت سد در سال ۱۹۵۹ آغاز و در سال ۱۹۶۷ به اتمام رسید.